# Orthostate

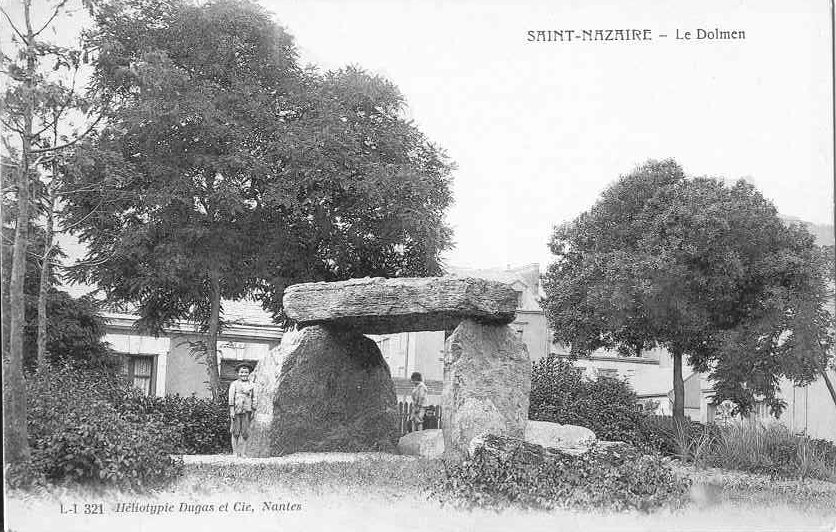
Deux orthostates (deux pierres verticales) composent le dolmen trilithe de Saint-Nazaire. Néolithique, France..

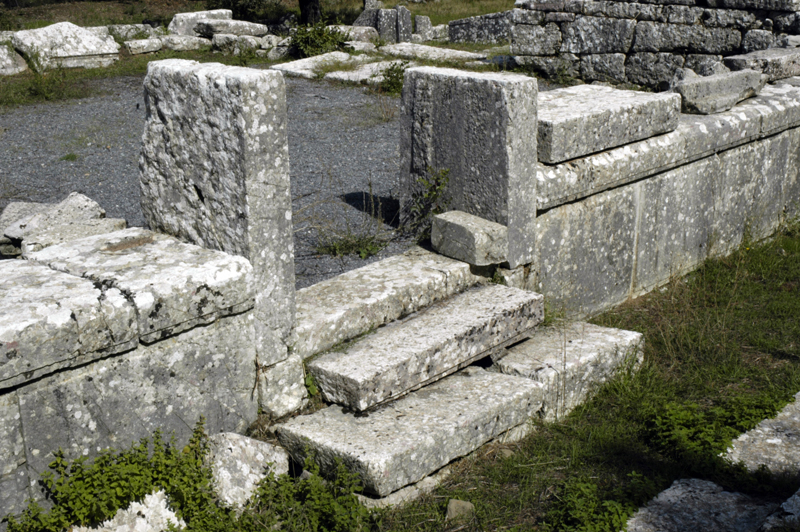
Orthostates du temple de Despoina, à Lycosura.

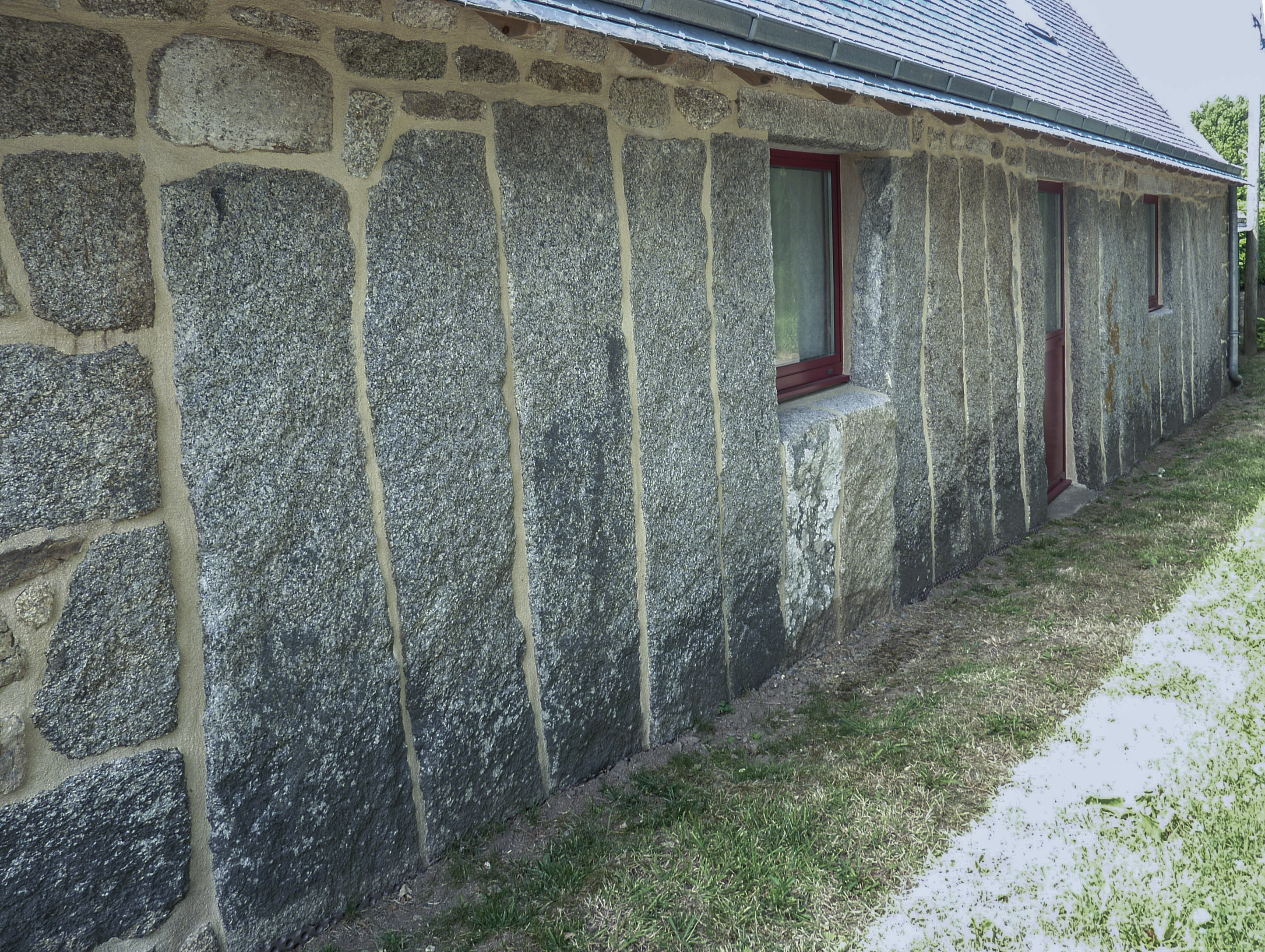
Exemple d'un mur de façade en orthostates ou « pierres debout » à Trégunc en Bretagne. À l'origine, les pierres n'étaient pas jointoyées entre elles.

Un orthostate est une pierre dressée, plantée à la verticale ou sur chant, telle qu'on en trouve dans les constructions mégalithiques et dans certains édifices antiques monumentaux.

## Architecture mégalithique
Dans l'architecture mégalithique, le terme est employé pour désigner une dalle de pierre, le plus souvent à l'état brut, utilisée comme élément de construction afin de délimiter le périmètre d'un espace fermé (enceinte d'un tumulus, chambre sépulcrale, couloir d'accès à la chambre, coffre funéraire…) ou de soutenir une couverture (table de couverture des dolmens, composants verticaux des trilithes).
Par extension, on emploie le mot pour désigner toute dalle verticale, « qu'elle soit libre ou engagée dans une maçonnerie à pierres sèches », mais on peut lui préférer le terme de « pilier » ou « support » lorsque la dalle supporte effectivement une table de couverture.
Un orthostate se distingue ainsi d'un menhir ou d'une stèle, pierres dressées verticalement, isolées ou parfois alignées dans un groupe (alignement mégalithique, cromlech) qui constituent individuellement un édifice à part entière.

## Architecture antique
Dans l'architecture gréco-romaine, le terme désigne chacun des blocs de pierre dressés de chant, en une ou plusieurs rangées, à la base des murs. Dans le cadre de l'architecture antique, les orthostates sont des blocs de pierre parallélépipédiques beaucoup plus hauts que profonds, habituellement établis au-dessous de l'élévation d'assise de parpaings.
L'usage du terme a été généralisé dans la description architecturale de beaucoup de cultures. Parfois entouré d'un simple filet, l'orthostate est généralement dépourvu de décor sculpté, à part dans quelques palais assyriens, comme à Khorsabad.

## Construction en pierres debout
À Trégunc et Névez, dans le Finistère, cela a constitué pendant plusieurs dizaines d'années le mode de construction, dit « en pierres debout », des murs d'habitations.